# 长安街道 (双鸭山市)
长安街道，是中华人民共和国黑龙江省双鸭山市尖山区下辖的一个乡镇级行政单位。

## 行政区划
长安街道下辖以下地区：
长安社区、方园社区和安平社区。